# Alborosie

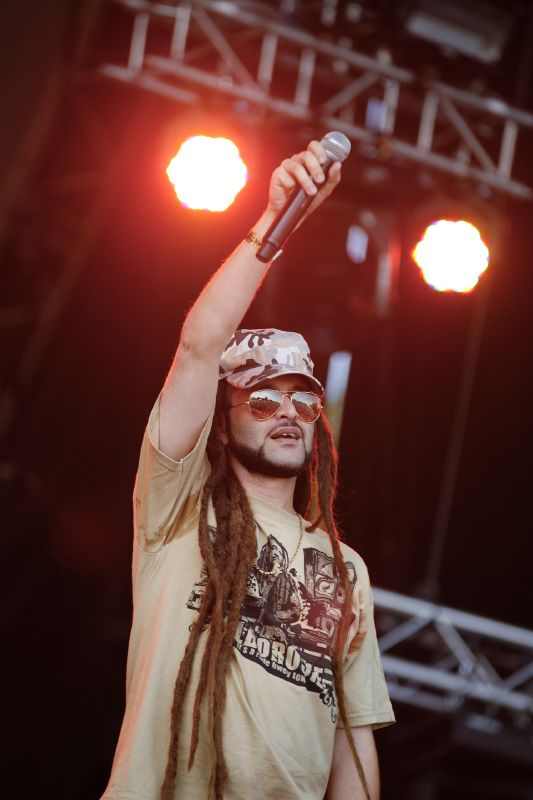
Alborosie in Jamaika (2008)

Alborosie (* 4. Juli 1977 als Alberto d'Ascola in Marsala, Sizilien) ist ein Reggaemusiker und lebt in Kingston auf Jamaika.

## Karriere
Seine musikalische Karriere begann er in der Band Reggae National Tickets. 2001 entschied sich Alborosie, eine Solo-Karriere zu starten. Er zog von Italien nach Jamaika, um den Wurzeln der Reggaemusik näher zu sein und um die Rastafarikultur kennenzulernen.
Er arbeitete bereits mit Künstlern wie Gentleman. Sein erstes Solo-Album Soul Pirate wurde ein großer Erfolg.
Im Sommer 2007 trat Alborosie auf dem Kölner Summerjam-Festival auf, im August 2008 auf dem Uppsala Reggae Festival, im August 2010 auf dem Chiemsee-Reggae-Summer-Festival und im Juli 2012 und 2013 sowie 2016 erneut auf dem Summerjam-Festival. Ebenso trat Alborosie mehrfach auf dem Ruhr Reggae Summer Festival auf, zuletzt im August 2024.
2010 veröffentlichte er eine limitierte Zusammenstellung mit (zum Teil älteren, bereits veröffentlichten) Duetten unter dem Titel Alborosie & Friends, auf der Stücke mit u. a. Horace Andy, Luciano, Busy Signal, Sizzla und Black Uhuru enthalten sind. Die Doppel-CD wurde 2014 wiederveröffentlicht.
Alborosies größte Erfolge sind Herbalist, Rastafari Anthem, Kingston Town, und Call Up Jah. Das Video zu „Herbalist“ wurde in Jamaika wegen des starken Bezugs zum Drogenhandel zeitweise verboten. Bei den MOBO Awards 2011 in Glasgow wurde er als bester Reggaekünstler ausgezeichnet.

## Diskografie
| Albumtitel                | Jahr | Anmerkungen                                                                                                   |
| ------------------------- | ---- | --- |
| Rough Tune                | 2007 | Demo |
| Soul Pirate               | 2008 | 2015 mit Bonustracks wiederveröffentlicht                                                                     |
| Escape from Babylon       | 2009 | 2010 unter dem Titel Escape from Babylon to the Kingdom of Zion mit Bonustracks wiederveröffentlicht          |
| Dub clash                 | 2010 | Dub-Album |
| Alborosie & Friends       | 2010 | Kompilation von Songs mit anderen Musikern, 2010 in limitierter Auflage erschienen, 2014 wiederveröffentlicht |
| 2 Times Revolution        | 2011 | |
| Sound the System          | 2013 | |
| Dub the System            | 2013 | Dub-Album zu Sound the System                                                                                 |
| Sound the System Showcase | 2014 | Discomixes zu Stücken aus Sound the System                                                                    |
| Dub Of Thrones            | 2015 | Dub-Album mit King Jammy                                                                                      |
| Freedom & Fyah            | 2016 | |
| The Rockers               | 2016 | Kompilation von Songs mit anderen Musikern                                                                    |
| Soul Pirate - acoustic    | 2017 | Akustikversionen von Songs des Debütalbums                                                                    |
| Freedom In Dub            | 2017 | Dub-Album zu Freedom & Fyah                                                                                   |
| Unbreakable               | 2018 | Mit The Wailers United                                                                                        |
| For the Culture           | 2021 | |